# Rendering

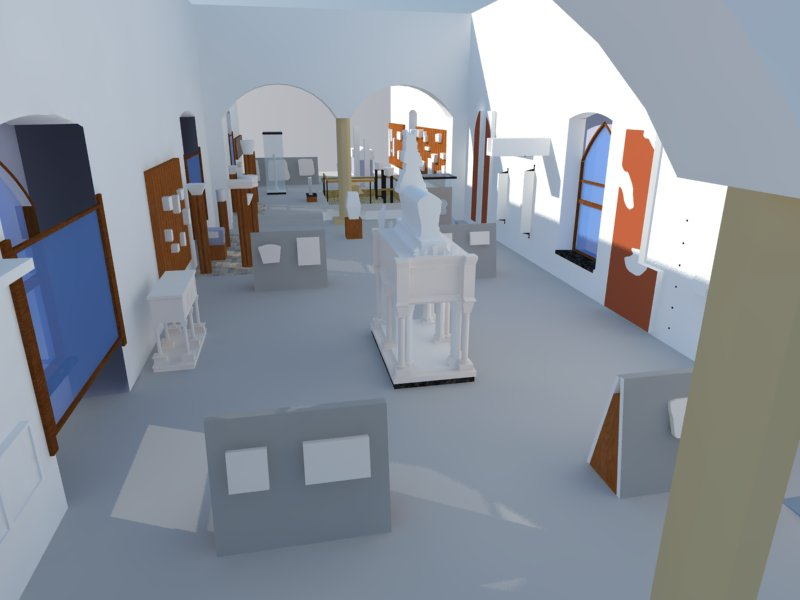
Una resa grafica virtuale della sala II dei Musei del Castello Sforzesco di Milano, dove viene illustrato l'allestimento eseguito dai BBPR per il riordino degli stessi.

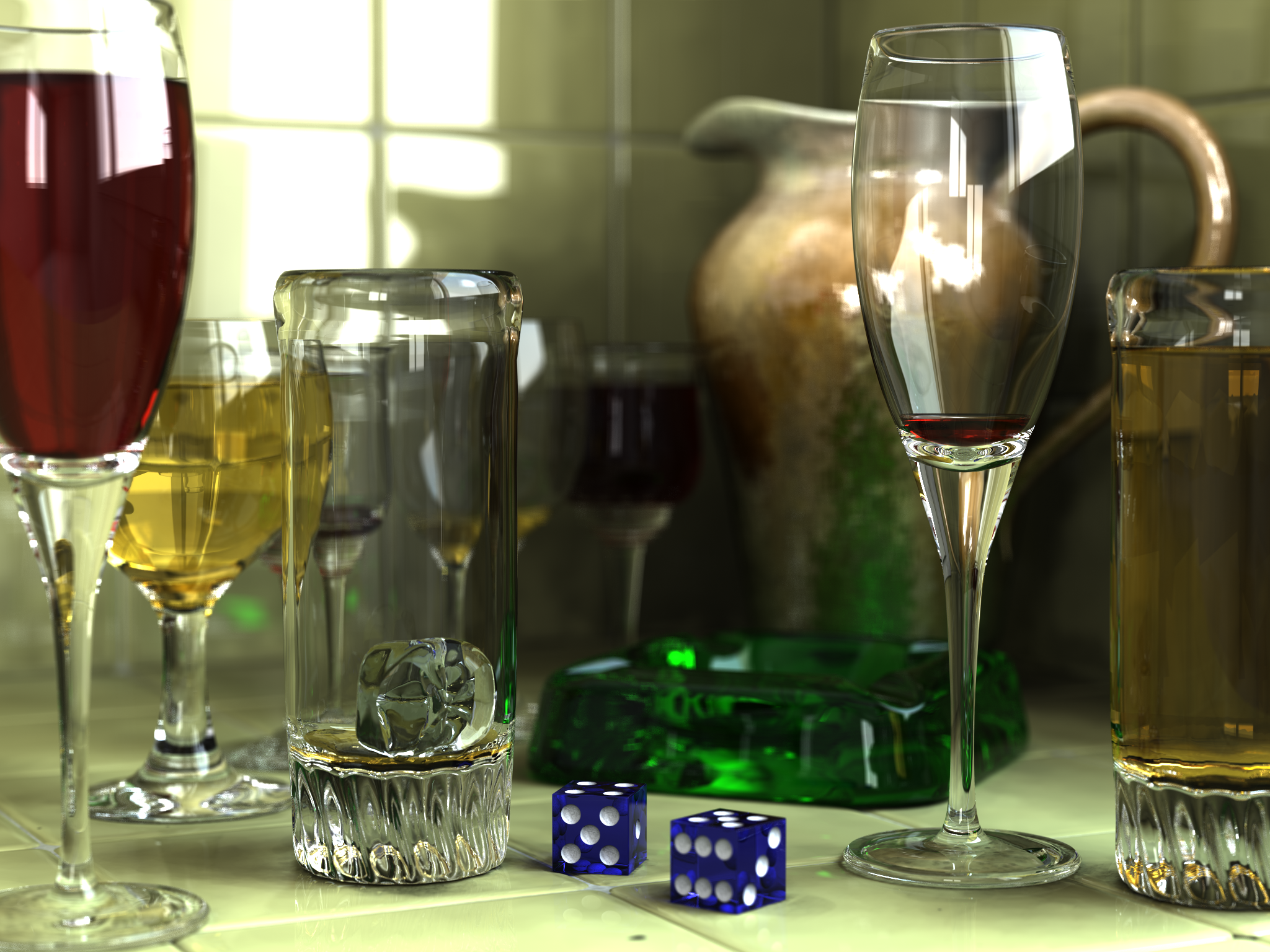
Un'immagine renderizzata con POV-Ray

Nella computer grafica, il rendering (lett. "restituzione grafica"), anche italianizzato come renderizzazione, identifica il processo di resa, ovvero di generazione di un'immagine a partire da una descrizione matematica di una scena tridimensionale, interpretata da algoritmi che definiscono il colore di ogni punto dell'immagine digitale.
In senso esteso (nel disegno), indica un'operazione atta a produrre una rappresentazione di qualità di un oggetto o di una architettura (progettata o rilevata).

## Descrizione
È uno dei temi più importanti della grafica computerizzata tridimensionale e in pratica è sempre in relazione con tutti gli altri. Nell'ambito del processo di generazione grafica è l'ultimo importante stadio e fornisce l'aspetto finale al modello e all'animazione.
Con il crescente perfezionamento della grafica computerizzata dal 1970 in avanti è diventato oggetto di studi e ricerche sempre più specifici.
È usato per: montaggio video, giochi per computer, simulatori, effetti visuali per film e serie TV, visualizzazione di progetti. Ciascuno con una differente combinazione di caratteristiche e tecniche.
Sono disponibili in commercio un gran numero di motori di render, alcuni dei quali integrati nei più diffusi pacchetti di modellazione e animazione tridimensionale, alcuni altri indipendenti, altri ancora distribuiti come progetti open source.
Un renderizzatore è un programma basato su una combinazione selezionata di metodi relativi a: ottica, percezione visiva, matematica e ingegneria del software.
Nel caso della grafica tridimensionale, il rendering è un processo lento e richiede un gran numero di elaborazioni da parte della CPU, oppure è assistito in tempo reale dagli acceleratori 3D delle schede grafiche (per i giochi tridimensionali).

### Fenomeni
Le immagini possono essere analizzate in termini di una serie di fenomeni visibili. Le ricerche e i progressi nel campo del rendering sono state in gran parte motivate dal tentativo di simularli in modo accurato ed efficiente.
- shading — ombreggiatura; variazione del colore e luminosità di una superficie a seconda della luce incidente
- texture mapping — un metodo per definire i dettagli del colore di una superficie mettendola in corrispondenza con un'immagine (texture)
- bump mapping — un metodo per simulare irregolarità nella forma di una superficie mettendola in corrispondenza con un'immagine (bump map) che definisce una perturbazione fittizia della superficie, usata solo per ricavarne una distorsione della direzione perpendicolare (normale) impiegata nei calcoli per la propagazione della luce.
- normal mapping — un metodo simile al bump mapping in cui l'immagine definisce direttamente come perturbare la normale della superficie in quel punto.
- displacement mapping — estrusione di una superficie secondo le normali tramite un'immagine in scala di grigi, producendo una reale perturbazione della forma della superficie, (per esempio per creare una montagna a partire da una superficie piana).
- distance fog — attenuazione e dispersione della luce nel passaggio attraverso l'aria o altri mezzi; solo il vuoto è perfettamente trasparente.
- shadows — gestione delle ombre proiettate
- soft shadows — ombre parziali prodotte da sorgenti di luce estese
- riflessioni — riflessioni speculari o quasi
- trasparenza — trasmissione della luce attraverso un oggetto
- rifrazione — deviazione della luce nel passaggio da un mezzo all'altro
- illuminazione indiretta e global illumination — tenere conto della luce riflessa più volte (il minimo è una sola riflessione, sorgente di luce → oggetto → camera)
- caustiche — accumulo di luce riflessa o rifratta proiettata in forme caratteristiche su altri oggetti (ad esempio la forma a cardioide della luce riflessa dall'interno di un cilindro o le forme irregolari in movimento sul fondo di una piscina)
- profondità di campo o DoF (Depth of Field) — simulazione della progressiva sfocatura degli oggetti posti a distanza crescente dalla superficie di messa a fuoco (profondità di campo).
- motion blur — simulazione della sfocatura degli oggetti in movimento rapido come in una ripresa fotografica.
- subsurface scattering o SSS — simulazione del comportamento della luce che penetra un oggetto di materiale traslucido come la cera o la pelle umana (dispersione subsuperficiale).
- ambient occlusion — simulazione del comportamento della luce in prossimità di volumi occlusi dove i raggi luminosi faticano ad entrare e uscire
- anisotropia — simulazione di un materiale che riflette la luce in modo diverso per ogni direzione tangente al punto.

### Tecniche
Le principali tipologie di algoritmi per risolvere il problema sono:
- radiosity: collegata alla matematica agli elementi finiti;
- ray tracing: collegata dalla matematica probabilistica.

Questi approcci possono essere particolarmente intensi dal punto di vista computazionale, perché entrambi creano una struttura abbastanza completa per la gestione delle equazione di rendering.
Per le applicazioni in un sistema real-time, non è pensabile eseguire una elaborazione completa. In genere si semplifica il problema con una delle seguenti approssimazioni:
- Nessuna illuminazione, solo texture mapping, poiché il colore intrinseco di un oggetto ha l'influenza maggiore sul suo aspetto.
- Illuminazione diretta: si tiene conto solo della luce che va dalla fonte di illuminazione alla superficie, non di quella riflessa da altre superfici presenti nella scena. Questa luce potrà essere tenuta in considerazione con altri casi speciali attraverso il precalcolo.

Alcuni dei principali algoritmi, sono:
- Algoritmo del pittore
- Algoritmi di tipo scanline
- Algoritmi che utilizzano lo Z-buffer
- Illuminazione globale
- Radiosity
- Ray tracing
- Rendering volumetrico

Chi deve eseguire il rendering di grandi quantità di immagini (per esempio quelle di una sequenza cinematografica) usa una rete di computer connessi tra loro, detta render farm.
L'attuale stato dell'arte per la costruzione di scene in 3D per la creazione di film è il linguaggio di descrizione delle scene RenderMan creato dalla Pixar. (da confrontare con formati più semplici per la descrizione di un ambiente 3D come VRML o API come DirectX o OpenGL che sfruttano l'accelerazione hardware delle moderne schede grafiche).
Altri popolari motori di render:
- Mental Ray
- Vray
- Brazil
- Final Render
- POV-Ray
- Maxwell Render
- Cycles Render
- EEVEE Render

### Uso
Quando l'elaborazione preliminare della scena (una rappresentazione wireframe solitamente) è completa, inizia la fase di rendering che aggiunge texture bitmap o texture procedurali, luci, bump mapping, e posizioni relative agli altri oggetti. Il risultato è un'immagine completa che è possibile vedere.
Nel caso di animazioni per pellicole cinematografiche, molte immagini (fotogrammi) devono essere disegnate e assemblate in un programma capace di creare un'animazione di questo tipo. La maggior parte dei programmi di elaborazione 3D sono in grado di elaborare queste immagini.

## Base accademica
Molti ambienti di sviluppo hanno come scopo la creazione di immagini fotorealistiche, cioè il più possibile vicine alla riproduzione fotografica
L'implementazione di renderizzatori realistici ha sempre per base la simulazione della fisica che sta alla base del comportamento della luce.
Il termine basato sulla fisica indica l'utilizzo di modelli e approssimazioni che sono molto generali e ampiamente diffuse fuori dall'ambiente del rendering. Un insieme particolare di tecniche sono gradualmente diventate pratica comune tra i grafici.
Il concetto di base è abbastanza facile da capire, ma non trattabile attraverso mera computazione; un singolo ed elegante algoritmo non esiste (al momento). Al fine di incontrare la domanda di robustezza, accuratezza e praticità, ogni implementazione utilizza in maniera diversa un insieme di tecniche.

### Le equazioni alla base del rendering
{\displaystyle L_{o}(x,{\vec {w}})=L_{e}(x,{\vec {w}})+\int _{\Omega }f_{r}(x,{\vec {w}}',{\vec {w}})L_{i}(x,{\vec {w}}')({\vec {w}}'\cdot {\vec {n}})d{\vec {w}}'}
Significato: in una particolare posizione e direzione, la luce uscente (Lo) è la somma della luce emessa (Le) e della luce riflessa. La luce riflessa è ottenuta moltiplicando: Li (la luce che arriva da tutte le direzioni), per il coefficiente di riflessione (fr), e per l'angolo di arrivo.
Questa è la chiave del concetto accademico-teorico del rendering. È l'espressione più astratta e formale del problema del rendering. Tutti gli algoritmi più completi possono essere visti come una soluzione particolare della formulazione presente in questa equazione.

### La BRDF
La BRDF (bidirectional reflectance distribution function) è un modello che esprime l'interazione della luce con una superficie tramite questa semplice espressione:
{\displaystyle f_{r}(x,{\vec {w}}',{\vec {w}})={\frac {dL_{r}(x,{\vec {w}})}{L_{i}(x,{\vec {w}}')({\vec {w}}'\cdot {\vec {n}})d{\vec {w}}'}}}
L'interazione con la luce è molto spesso approssimata con modelli ancora più semplici: riflessione diffusa e speculare, anche se tutte e due possono seguire questa formulazione.

### Ottica geometrica
Lo studio della propagazione di onde elettromagnetiche per mezzo del concetto di raggio che si propaga rettilinearmente, ignorando ogni possibile effetto di diffrazione e quindi la natura ondulatoria della luce stessa. Ciò permette di utilizzare un modello relativamente semplice per lo studio di lenti, specchi piani, concavi e convessi.

### Percezione visiva
La matematica usata nel rendering include: algebra lineare, calcolo numerico, analisi numerica, analisi digitale di segnali, metodo Montecarlo

## Cronologica delle idee pubblicate
- 1970 Scan-line algorithm (Bouknight, W. J. (1970). A procedure for generation of three-dimensional half-tone computer graphics presentations. Communications of the ACM)
- 1971 Gouraud shading (Gouraud, H. (1971). Computer display of curved surfaces. IEEE Transactions on Computers 20 (6), 623–629.)
- 1974 Texture mapping (Catmull, E. (1974). A subdivision algorithm for computer display of curved surfaces. PhD thesis, University of Utah.)
- 1974 Z-buffer (Catmull, E. (1974). A subdivision algorithm for computer display of curved surfaces. PhD thesis)
- 1975 Phong shading (Phong, B-T. (1975). Illumination for computer generated pictures. Communications of the ACM 18 (6), 311–316.)
- 1976 Environment mapping (Blinn, J.F. Newell, M.E. (1976). Texture and reflection in computer generated images. Communications of the ACM 19, 542–546.)
- 1977 Shadow volumes (Crow, F.C. (1977). Shadow algorithms for computer graphics. Computer Graphics (Proceedings of SIGGRAPH 1977) 11 (2), 242–248.)
- 1978 Shadow buffer (Williams, L. (1978). Casting curved shadows on curved surfaces. Computer Graphics (Proceedings of SIGGRAPH 1978) 12 (3), 270–274.)
- 1978 Bump mapping (Blinn, J.F. (1978). Simulation of wrinkled surfaces. Computer Graphics (Proceedings of SIGGRAPH 1978) 12 (3), 286–292.)
- 1980 BSP trees (Fuchs, H. Kedem, Z.M. Naylor, B.F. (1980). On visible surface generation by a priori tree structures. Computer Graphics (Proceedings of SIGGRAPH 1980) 14 (3), 124–133.)
- 1980 Ray tracing (Whitted, T. (1980). An improved illumination model for shaded display. Communications of the ACM 23 (6), 343–349.)
- 1981 Cook shader (Cook, R.L. Torrance, K.E. (1981). A reflectance model for computer graphics. Computer Graphics (Proceedings of SIGGRAPH 1981) 15 (3), 307–316.)
- 1983 Mipmaps (Williams, L. (1983). Pyramidal parametrics. Computer Graphics (Proceedings of SIGGRAPH 1983) 17 (3), 1–11.)
- 1984 Octree ray tracing (Glassner, A.S. (1984). Space subdivision for fast ray tracing. IEEE Computer Graphics & Applications 4 (10), 15–22.)
- 1984 Alpha compositing (Porter, T. Duff, T. (1984). Compositing digital images. Computer Graphics (Proceedings of SIGGRAPH 1984) 18 (3), 253–259.)
- 1984 Distributed ray tracing (Cook, R.L. Porter, T. Carpenter, L. (1984). Distributed ray tracing. Computer Graphics (Proceedings of SIGGRAPH (1984) 18 (3), 137–145.)
- 1984 Radiosity (Goral, C. Torrance, K.E. Greenberg, D.P. Battaile, B. (1984). Modelling the interaction of light between diffuse surfaces. Computer Graphics (Proceedings of SIGGRAPH 1984) 18 (3), 213–222.)
- 1985 Hemi-cube radiosity (Cohen, M.F. Greenberg, D.P. (1985). The hemi-cube: a radiosity solution for complex environments. Computer Graphics (Proceedings of SIGGRAPH 1985) 19 (3), 31–40.)
- 1986 Light source tracing (Arvo, J. (1986). Backward ray tracing. SIGGRAPH 1986 Developments in Ray Tracing course notes)
- 1986 Rendering equation (Kajiya, J.T. (1986). The rendering equation. Computer Graphics (Proceedings of SIGGRAPH 1986) 20 (4), 143–150.)
- 1987 Reyes algorithm (Cook, R.L. Carpenter, L. Catmull, E. (1987). The reyes image rendering architecture. Computer Graphics (Proceedings of SIGGRAPH 1987) 21 (4), 95–102.)
- 1991 Hierarchical radiosity (Hanrahan, P. Salzman, D. Aupperle, L. (1991). A rapid hierarchical radiosity algorithm. Computer Graphics (Proceedings of SIGGRAPH 1991) 25 (4), 197–206.)
- 1993 Tone mapping (Tumblin, J. Rushmeier, H.E. (1993). Tone reproduction for realistic computer generated images. IEEE Computer Graphics & Applications 13 (6), 42–48.)
- 1993 Subsurface scattering (Hanrahan, P. Krueger, W. (1993). Reflection from layered surfaces due to subsurface scattering. Computer Graphics (Proceedings of SIGGRAPH 1993) 27, 165–174.)
- 1995 Photon mapping (Jensen, H.J. Christensen, N.J. (1995). Photon maps in bidirectional monte carlo ray tracing of complex objects. Computers & Graphics 19 (2), 215–224.)

### Nel web

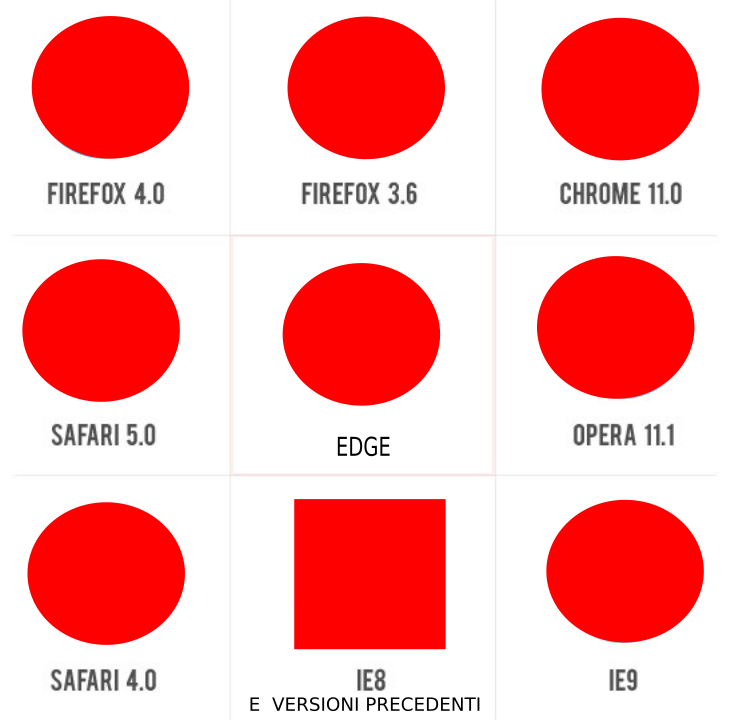
Esempio di differenza di rendering dell'effetto CSS3 "border radious" tra Internet Explorer 8 e gli altri browser

All'interno di un browser web c'è un software che interpreta cosa visualizzare in base alle informazioni che riceve (HTML, CSS, JS...) chiamato motore di rendering. Ogni browser ha il proprio e molti sono diversi fra loro, ad esempio Firefox ha come motore di rendering Gecko e Chrome ha Webkit. Per questo non è detto che una pagina web sia visualizzata nello stesso modo da tutti i browser.
Questa differenza di visualizzazione delle pagine si è notata molto in diverse occasioni nella storia del web:
- Agli albori del web quando si usava il tag HTML <table> per costruire il layout dei siti web era frequente che i vari motori di rendering interpretassero le caratteristiche delle tabelle in maniera diversa (altezza, larghezza, allineamenti...) influendo sulla corretta visualizzazione delle pagine web.
- Alla nascita dei CSS il motore di rendering Trident di Internet Explorer 6 e versioni precedenti interpretava male alcune regole CSS influendo sulla corretta visualizzazione delle pagine web. In parte questo problema veniva risolto da tecniche come CSS alternativi appositamente per Internet Explorer e commenti condizionali su misura per esso[4]. Altre critiche a Trident erano la lentezza di rendering delle pagine web rispetto agli altri motori, il mancato supporto della trasparenza nelle immagini PNG e GIF[5][6].
- Alla nascita di HTML5 e CSS3 il motore di rendering Webkit fu il primo a interpretare in modo corretto molti dei nuovi codici, il secondo ad aggiornarsi da quel punto di vista fu Gecko e per ultimo Trindent. Per alcuni anni i siti web che utilizzavano i nuovi tag CSS e HTML disponibili venivano visti in maniera differente a seconda del browser che utilizzava l'utente[3]. In parte questo problema veniva risolto da tecniche come CSS alternativi appositamente per Internet Explorer, commenti condizionali su misura per esso e librerie JavaScript come Modernizr[7][4][8]. Successivamente nacque il motore di rendering HTML Edge (e rese obsoleto Internet Explorer a favore di Microsoft Edge) che sostituì Trident.

#### Web 3D
Web 3D è un termine usato per indicare i contenuti 3D interattivi inseriti in una pagina HTML, visualizzabili da un comune browser attraverso un particolare Web 3D viewer. Si utilizza il concetto di Web 3D anche per indicare una possibile evoluzione del Web in cui viene abbandonata l'idea di pagina e ci si immerge in uno spazio tridimensionale interattivo. Anche in questo caso i browser utilizzano il proprio motore di rendering per interpretare ricostruzioni 3D (anche interattive).

## Libri e compendi
- Foley; Van Dam; Feiner; Hughes (1990). Computer Graphics: Principles And Practice. Addison Wesley. ISBN 0-201-12110-7.
- Glassner (1995). Principles Of Digital Image Synthesis. Morgan Kaufmann. ISBN 1-55860-276-3.
- Dutre; Bala; Bekaert (2002). Advanced Global Illumination. AK Peters. ISBN 1-56881-177-2.
- Jensen (2001). Realistic Image Synthesis Using Photon Mapping. AK Peters. ISBN 1-56881-147-0.
- Shirley; Morley (2003). Realistic Ray Tracing (2nd ed.). AK Peters. ISBN 1-56881-198-5.
- Glassner (1989). An Introduction To Ray Tracing. Academic Press. ISBN 0-12-286160-4.
- Cohen; Wallace (1993). Radiosity and Realistic Image Synthesis. AP Professional. ISBN 0-12-178270-0.
- Akenine-Moller; Haines (2002). Real-time Rendering (2nd ed.). AK Peters. ISBN 1-56881-182-9.
- Gooch; Gooch (2001). Non-Photorealistic Rendering. AKPeters. ISBN 1-56881-133-0.
- Strothotte; Schlechtweg (2002). Non-Photorealistic Computer Graphics. Morgan Kaufmann. ISBN 1-55860-787-0.
- Blinn (1996). Jim Blinns Corner - A Trip Down The Graphics Pipeline. Morgan Kaufmann. ISBN 1-55860-387-5.
- Description of the "Radiance" system, su radsite.lbl.gov.